# گستره گسترده دینامیک
WDR به فناوری پردازش تصویری گفته می‌شود که این امکان را در سامانه‌های نظارتی دوربین مدار بسته و دوربین‌های تحت شبکه ایجاد می‌کند که توان داشتن جزئیات بیشتری را در شرایط نوری گوناگون از سایه تا تابش مستقیم نور را، بسته به توان دوربین ایجاد کند.

## WDR چیست؟
در سامانه‌های نظارت تصویری و اساساً در هنگام تصویر برداری یا عکاسی یکی از مواردی که از داشتن تصویر مناسب جلوگیری می‌نماید وجود سطوح گوناگون با میزان نوری گوناگون خواهد بود. در این موارد بخشی از تصویر امکان ثبت در دوربین را خواهد یافت و سایر سطوح یا به صورت تیره یا شدیداً روشن در تصویر خود را نشان خواهند داد. برای جبران این کاستی به ویژه در سامانه‌های نظارت تصویری که جزئیات تصویر گاهی از اهمیت بالایی برخوردار خواهد بود این امکان یعنی WDR به دوربین‌های مدار بسته، تحت شبکه یا دوربین‌های HD افزوده شده‌است. این امکان سطوح گوناگون نوری را نسبت به توان خود یکسان‌سازی می‌نماید و در نهایت تصویری یک دست به دست خواهد داد.

## چگونگی
رنج نوری بر اساس سه پارامتر مشخص می‌شود که در آن شما می‌توانید به صورت اتوماتیک یا دستی میزان شدت نوری ورودی به سنسور دوربین را تنظیم کنید، با این پارامترها شما توانایی نمایش تصاویر با کیفیت در حالت «ضد نور» را دارید.

### سنسور نوری
می‌بایست در نظر داشت که دوربین مدار بسته یا سایر انواع دوربین نظارت تصویری بر اساس سنسورهای نوری گوناگونی طبقه‌بندی می‌شوند از جمله سنسورهای CCD و CMOS. توانانش نوری و میزان حساسیت این سنسورها به نور گوناگون است.

### مدار پردازش سیگنال
برای بررسی قابلیت WDR نیازمند داشتن میزانی برای بررسی گسترهٔ دینامیکی دوربینی خواهد بود. بسته به توان مدار پردازش سیگنال می‌توان میزانی به نام dB را پیشنهاد داد. این معیار بر اساس اختلاف بین تیره‌ترین نقطهٔ تصویر ال روشن‌ترین نقطه تعیین می‌شود. برای نمونه 60 dB معرف ۱:۱۰۰۰ می‌باشد. نقطهٔ پرنور بر اساس اشباع تابش فوتون به یک پیکسل ایجاد می‌شود. بر اساس این اختلاف امکان دارد بر اساس بروز اغتشاش (noise)بخش کم نور به‌طور کلی از دست برود یا قسمت روشن به صورت بسیار روشن نمود پیدا کند.WDR می‌کوشد به سطحی از تعادل در این میان دسترسی پیدا کند. در نتیجه نتیجهٔ خروجی کلیهٔ بخش‌های تصویر را پوشش خواهد داد.

### نمایشگر
از سوی دیگر در مورد نمایشگر نیز ذکر این نکته ضروری است که توان نمایش هر یک از این نمایشگرها گوناگون خواهد بود. اکنون با دانستن تفاوت مفهوم میزان dB می‌بایست در نظر گرفت تمام نمایشگرها امکان نمایش هر dB را ندارند.
با فعال کردن قابلیت WDR تصاویر با کیفیت بالاتر در نمایشگرها نشان داده خواهد شد.